# 以色列—摩洛哥关系
摩洛哥与以色列的关系是指以色列和摩洛哥之间的雙邊关系。
1948年以色列建國當年發生1948年摩洛哥反猶暴動，促使犹太人逃离摩洛哥。
虽然摩洛哥在與以色列建交前不承认以色列是一个国家，不過摩洛哥國王哈桑二世在1965年卡萨布兰卡阿拉伯联盟会议上邀请了摩萨德和以色列國家安全局特工，哈桑二世与以色列情报部门建立了秘密的互惠关系，以色列情报部门在法国巴黎绑架摩洛哥持不同政见者和左翼反对派领导人迈赫迪·本·巴尔卡。迈赫迪·本·巴尔卡最後下落不明。而兩國的秘密關係对以色列在六日战争中重创埃及、约旦和叙利亚起到了重要作用。1975年，西撒哈拉战争爆发後，摩洛哥再度寻求以色列情报部门的秘密援助，以色列情报部门幫助摩洛哥組建摩洛哥皇家軍隊和摩洛哥墙。1980年代，哈桑二世试图承认以色列，于1986年在拉巴特与以色列总理希蒙·佩雷斯会面，但遭到阿拉伯联盟和摩洛哥人的抗议，迫使哈桑二世放棄承認。不過哈桑二世与佩雷斯依舊保持着联系。1999年哈桑二世去世时，佩雷斯向其表示哀悼。在兩國秘密關係下，以色列护照持有者被允許进入摩洛哥，並可获得摩洛哥签证。
2020年12月10日，以色列和摩洛哥同意建立外交关系，美国也同时承认摩洛哥对西撒哈拉地区的主權主张。而以色列也在2023年6月正式承认摩洛哥对西撒哈拉地区的主權。